# Galicanismo
El galicanismo  es un complejo de de doctrinas eclesiásticas y políticas francesas que abogan por una restricción del poder papal, y que caracterízó a la vida de Iglesia católica en Francia durante ciertos períodos.  Esta doctrina política y religiosa surgió en Francia durante el periodo monárquico, y defendía que la Iglesia católica francesa se estructurara y se desarrollara de forma autónoma sin estar subyugada al papa, sino estando a la misma altura que el Vaticano.
A pesar de la existencia de diferentes versiones, el galicanismo tenía tres ideas básicas: la independencia del rey de Francia en el orden temporal, la superioridad de un concilio ecuménico sobre el papa y la unión del clero y el rey para limitar la intervención papal dentro del reino. Como reacción, en el siglo XVII, se desarrolló una corriente opuesta al galicanismo, denominada ultramontanismo, que buscaba instaurar la infalibilidad papal. Esta última corriente tuvo mucha intensidad en el siglo XIX y debilitó a la doctrina galicana. Esta dejo de ser relevante con la secularización del Estado francés en 1905 tras aprobarse la ley que separaba a la Iglesia y al sistema político de Francia.

## Historia

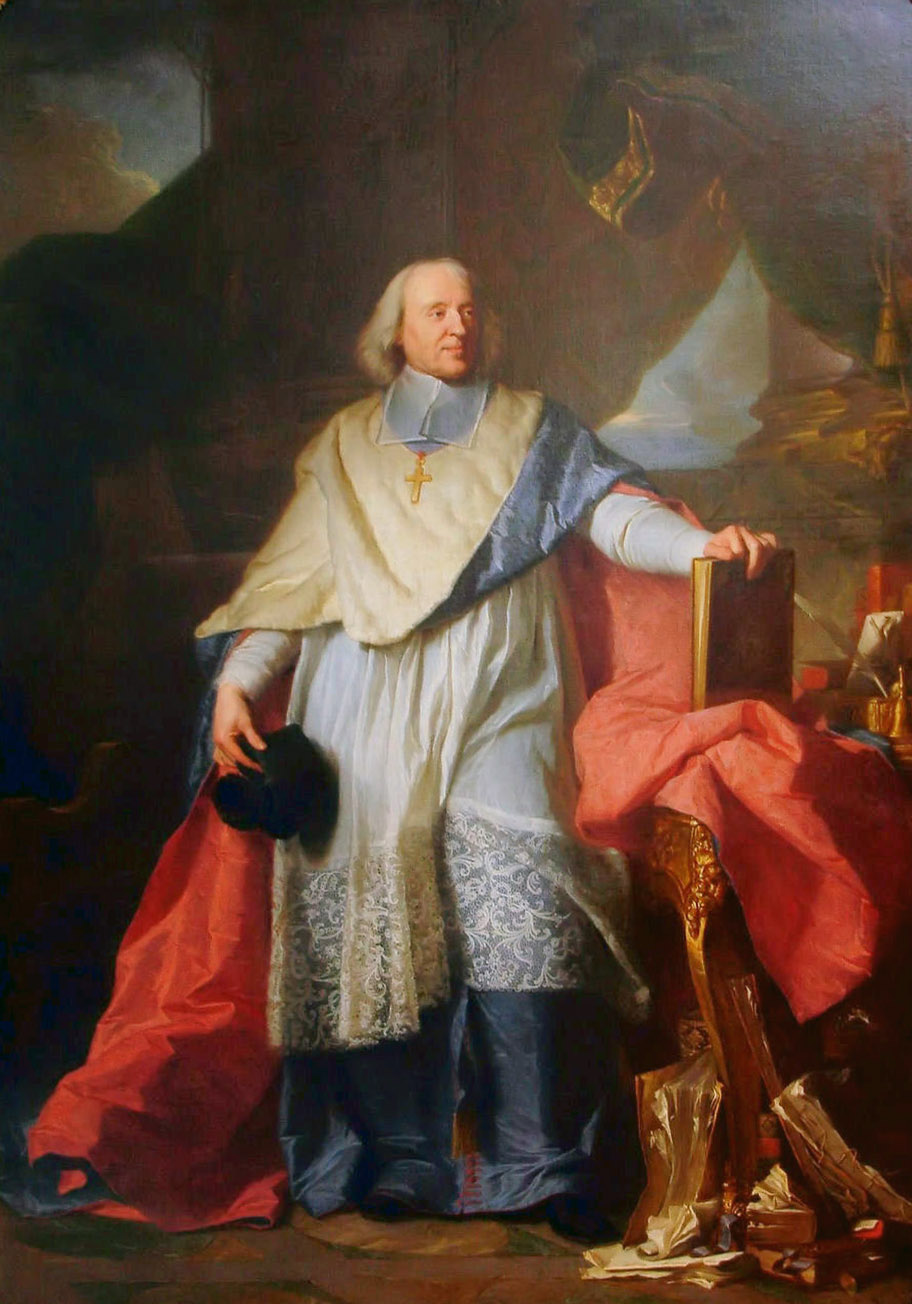
Retrato de Bossuet por Hyacinthe Rigaud.

El galicanismo es un conjunto de opiniones religiosas que durante algún tiempo fue propio de la Iglesia en Francia o Iglesia galicana, nombre que recibió la Iglesia católica en Francia en la época entre la Declaración del Clero de Francia (1682) y la Constitución civil del clero (1790), emitida durante la revolución francesa. Estas opiniones se contraponían a las ideas que se denominaban ultramontanas (que significa «al otro lado de las montañas», esto es, los Alpes). El ultramontanismo afirmaba la autoridad del Papa sobre los reinos temporales del resto de Europa, haciendo especial hincapié en un episcopado supremo para el obispo de Roma con jurisdicción universal inmediata. Esto condujo eventualmente a la definición por parte de la Iglesia Católica del dogma de la infalibilidad papal en el Concilio Vaticano I (1869-1870).
El galicanismo tendía a restringir la autoridad del Papa en favor de la de los obispos y de los representantes del pueblo (encarnados en el Estado o el monarca). Con todo, los defensores más respetados de las ideas galicanas no disputaban la primacía del papa en la Iglesia, sino su supremacía e infalibilidad doctrinal. Creían que su forma de considerar la autoridad del papa—más en línea con la del movimiento conciliar y afín a la de ortodoxos y anglicanos—era más conforme con las Sagradas Escrituras y la tradición. Al mismo tiempo, creían que su teoría no transgredía los límites de la libertad de opinión.
Esta concepción ideológica tiene su origen en el derecho consuetudinario francés del siglo XV, afianzado luego en el gobierno absolutista de Luis XIV y en las ideas de Bossuet. Su origen absolutista (todos los poderes supeditados al rey para asegurar el bienestar de sus súbditos) ponía al clero católico en sumisión ante la autoridad del Estado, y no ante la autoridad del papa.
La concepción galicana se resumió en la Declaratio cleri gallicani (Declaración del clero galicano) de 1682, cuyo redactor se cree fue Bossuet, compuesta por cuatro artículos:
1. San Pedro y los papas, sus sucesores, y la Iglesia misma han recibido de Dios el dominio solo sobre las cosas espirituales y no sobre las temporales y civiles. Por lo tanto, los reyes y los soberanos no están obligados con la Iglesia a la hora de decidir sobre las cosas temporales.[7] No pueden ser depuestos por la iglesia, ni sus súbditos pueden ser absueltos por la iglesia de sus juramentos de lealtad.
2. La autoridad en las cosas espirituales pertenece a la Santa Sede y a los sucesores de San Pedro, y no afecta a los decretos del Concilio de Constanza contenidos en las sesiones cuarta y quinta de dicho concilio,[8] que es observado por la Iglesia galicana. Los galicanos no aprueban que se difamen esos decretos.
3. El ejercicio de esta autoridad apostólica debe ser regulado de acuerdo con los cánones (reglas) establecidos por el Espíritu Santo a través de los siglos de la historia de la Iglesia.[9]
4. Aunque el papa tiene la parte principal en las cuestiones de fe, y sus decretos se aplican a todas las iglesias y a cada iglesia en particular, sin embargo su juicio no es irreformable, al menos hasta recibir el consentimiento de la Iglesia.[8]

Asimismo se establecieron ciertas «libertades galicanas» que llevaba a aceptar una orden del papa solo si era reconocida o firmada por el rey y el parlamento francés. Luis XIV reunió al clero el 19 de mayo de 1692 y declaró solemnemente estas «libertades galicanas». Con la llegada de la revolución francesa, estas posiciones quedaron establecidas oficialmente: el 12 de julio de 1790 la Asamblea Constitucional aprobó la Constitución Civil del Clero.
La Iglesia emitió condenas moderadas con el fin de no originar un cisma, como sucedió en Inglaterra con Enrique VIII; desde Alejandro VIII en 1690 hasta el Concilio Vaticano I. En este último, las ideas galicanas fueron condenadas de forma definitiva, en la Constitución dogmática Pastor Aeternus, aunque pocos años antes los mismos obispos franceses habían rechazado tal doctrina.